# 立善寺 (台東区)
立善寺（りゅうぜんじ）は、東京都台東区にある日蓮宗の寺院。山号は長興山。旧本山は佐野妙顕寺、潮師法縁。

## 歴史
1617年（元和3年）、長興院日栄によって開山された。元々は両国に位置していたが、その後下谷へ移転した。
ところが1656年（明暦2年）、徳川家光の墓所のための用地として没収されてしまった。通常であれば代替地が提示されるのであるが、開山の長興院日栄は幕府禁制の宗門「不受不施派」であった。そのため幕府に睨まれて、そのまま捨て置かれた。止む無く長屋に仮住まいを余儀なくされる羽目となった。
1684年（貞享元年）になり、上総国長柄郡藻原（現・千葉県茂原市）の妙見寺 (茂原市)の日俊から土地が譲られて現在地に移転した。
1952年（昭和27年）、小学校長を退職した牛島雷八が谷中幼稚園を創立。翌年には谷中3丁目（旧初音町）に園舎を完成させ移転した。
隣には当寺が実質的に経営している保育園「立華学苑」がある。その関係もあってか、山門前にはバイキンマンの石像が置かれている。

## 文化財
- 木造閻魔王坐像（台東区有形文化財 平成7年度登載）[4]

## 交通アクセス
- 千代田線千駄木駅より徒歩5分（経路案内）。